# Lisek (wieś)
Lisek – wieś w Polsce, położona w województwie kujawsko-pomorskim, w powiecie włocławskim, w gminie Fabianki.
W latach 1975–1998 miejscowość administracyjnie należała do województwa włocławskiego. Według Narodowego Spisu Powszechnego (III 2011 r.) liczyła 219 mieszkańców. Jest jedenastą co do wielkości miejscowością gminy Fabianki.

## Położenie administracyjne
Na uwagę zasługuje specyficzne położenie administracyjne wsi. Jest ona eksklawą gminy Fabianki, położoną około 2 km w linii prostej od granicy gminy i otoczoną całkowicie sołectwami gmin Lipno (sołectwa Łochocin, Grabiny, Popowo) i Bobrowniki (sołectwa Gnojno i Rachcin). Lisek to inaczej enklawa powiatu włocławskiego na terenie powiatu lipnowskiego. Dodatkowo, sama gmina Fabianki jest eksklawą powiatu włocławskiego, tzn. nie posiada lądowej granicy z resztą powiatu. Od północy graniczy z czterema gminami powiatu lipnowskiego a od południa z Włocławkiem, stanowiącym odrębną gminę na prawach powiatu. Tak więc Lisek jest eksklawą eksklawy – bardzo rzadkie zjawisko nie tylko w Polsce, ale i na świecie.
Wschodnia część wsi (dawne wsie Bednarka i Smolniki) należy do rzymskokatolickiej parafii św. Jakuba Apostoła w Chełmicy Dużej, a część zachodnia (dawne wsie Mościska, Popiółkowo i Nowa Rzeczna) do parafii św. Anny w Bobrownikach. Podział na podległość parafiom rzymskokatolickim pokrywa się z podziałem na podległość urzędom pocztowym – wschodnia część wsi podlega Urzędowi Pocztowemu w Łochocinie, zachodnia – w Bobrownikach. Na terenie dawnej wsi Mościska znajduje się remiza Ochotniczej Straży Pożarnej Lisek.